# Vila Nova de Muía
Vila Nova de Muía é uma localidade portuguesa do Município de Ponte da Barca que foi sede da extinta Freguesia de Vila Nova de Muía, freguesia que tinha 5,26 km² de área e 1 034 habitantes (2011). 
A Freguesia de Vila Nova de Muía foi extinta (agregada) pela reorganização administrativa de 2012/2013, tendo o seu território sido agregado ao das Freguesias de Ponte da Barca e de Paço Vedro de Magalhães para criar a União das Freguesias de Ponte da Barca, Vila Nova de Muía e Paço Vedro de Magalhães.

## População
| População da freguesia de Vila Nova de Muía | População da freguesia de Vila Nova de Muía | População da freguesia de Vila Nova de Muía | População da freguesia de Vila Nova de Muía | População da freguesia de Vila Nova de Muía | População da freguesia de Vila Nova de Muía | População da freguesia de Vila Nova de Muía | População da freguesia de Vila Nova de Muía | População da freguesia de Vila Nova de Muía | População da freguesia de Vila Nova de Muía | População da freguesia de Vila Nova de Muía | População da freguesia de Vila Nova de Muía | População da freguesia de Vila Nova de Muía | População da freguesia de Vila Nova de Muía | População da freguesia de Vila Nova de Muía |
| ------------------------------------------- | ------------------------------------------- | ------------------------------------------- | ------------------------------------------- | ------------------------------------------- | ------------------------------------------- | ------------------------------------------- | ------------------------------------------- | ------------------------------------------- | ------------------------------------------- | ------------------------------------------- | ------------------------------------------- | ------------------------------------------- | ------------------------------------------- | ------------------------------------------- |
| 1864                                        | 1878                                        | 1890                                        | 1900                                        | 1911                                        | 1920                                        | 1930                                        | 1940                                        | 1950                                        | 1960                                        | 1970                                        | 1981                                        | 1991                                        | 2001                                        | 2011                                        |
| 997                                         | 834                                         | 892                                         | 850                                         | 891                                         | 954                                         | 1 008                                       | 1 145                                       | 1 238                                       | 1 232                                       | 1 096                                       | 1 084                                       | 1 011                                       | 1 034                                       | 1 034                                       |

| Distribuição da População por Grupos Etários | Distribuição da População por Grupos Etários | Distribuição da População por Grupos Etários | Distribuição da População por Grupos Etários | Distribuição da População por Grupos Etários | Distribuição da População por Grupos Etários | Distribuição da População por Grupos Etários | Distribuição da População por Grupos Etários | Distribuição da População por Grupos Etários | Distribuição da População por Grupos Etários |
| -------------------------------------------- | -------------------------------------------- | -------------------------------------------- | -------------------------------------------- | -------------------------------------------- | -------------------------------------------- | -------------------------------------------- | -------------------------------------------- | -------------------------------------------- | -------------------------------------------- |
| Ano                                          | 0-14 Anos                                    | 15-24 Anos                                   | 25-64 Anos                                   | > 65 Anos                                    |                                              | 0-14 Anos                                    | 15-24 Anos                                   | 25-64 Anos                                   | > 65 Anos                                    |
| 2001                                         | 159                                          | 158                                          | 504                                          | 213                                          |                                              | 15,4%                                        | 15,3%                                        | 48,7%                                        | 20,6%                                        |
| 2011                                         | 145                                          | 101                                          | 540                                          | 248                                          |                                              | 14,0%                                        | 9,8%                                         | 52,2%                                        | 24,0%                                        |

## Património
- Igreja e Torre do antigo Mosteiro de Vila Nova de Muía